# Jaromír John

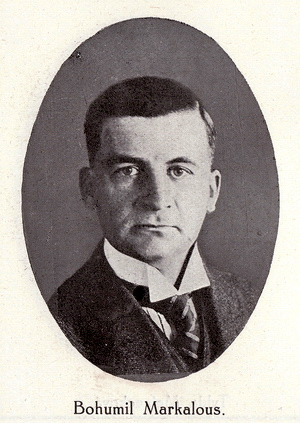
Bohumil Markalous (1923)

Bohumil Markalous (Pseudonym Jaromír John) (* 16. April 1882 in Klatovy; † 24. April 1952 in Jaroměř) war tschechischer Schriftsteller, Journalist, Hochschulprofessor, Kunstästhetiker und -kritiker.

## Leben
Markalous besuchte bis 1900 das Gymnasium in Chrudim, begann anschließend mit dem Studium der Naturwissenschaften in Prag und Innsbruck. 1910 lehrte er an dem Realgymnasium für Mädchen in Hradec Králové. 1915 musste er einrücken und kämpfte im Ersten Weltkrieg auf dem Balkan. 1916 erkrankte er in Albanien an der Ruhr, seine Beine wurden gelähmt. Nach dem Krieg begann er 1919 als Redakteur bei den Lidové noviny, trat später dem Schriftstellerverband Devětsil und der Gruppe 42 bei und schrieb für die Zeitungen Bytová kultura (Wohnkultur) und Pestrý týden (Bunte Woche). 1923 bis 1928 lehrte er Kulturgeschichte an der Technischen Hochschule in Brünn und arbeitete in der Presseabteilung der Regierung. 1928 ging er in den Ruhestand und widmete sich ganz der Herausgabe der Zeitschrift "Pestrý týden". Ab 1938 lebte er in Slatiňany, ab 1942 zusammen mit der Schriftstellerin Helena Šmahelová. 1946 wurde er an die Palacký-Universität Olomouc berufen, wo er das Seminar für Ästhetik gründete und bis zu seinem Tode leitete.

## Werke
Sein Schaffen ist durch die Moderní revue beeinflusst. Zu Beginn schrieb er Kurzgeschichten, später Romane und Novellen.

### Romane und Novellen
- Listy z vojny, jež jsem psal synovi – 1917
- U táborového ohně – 1917
- Humoresky – 1918
- Listy z novin
- Tabatěrka
- Večery na slamníku – 1920, Erzählsammlung über den Ersten Weltkrieg (daraus in deutscher Übersetzung: Der Heiligenschein, in: Das Abenteuer der alten Dame. Tschechische Erzählungen 1918-1945, hrsg. von Ludwig Richter, 2. Aufl. Leipzig 1985, S. 85–101)
- Topičovo australské dobrodružství – 1939
- Rat für Verlobte, gegeben durch Onkel Romuald (Rady snoubencům udílené strýcem Romualdem) – 1940, Ein Sammlung von Empfehlungen für das Zusammenleben zwischen Mann und Frau, halb ernst halb mit einem Augenzwinkern.
- Der kluge Engelbert (Moudrý Engelbert) – 1940 Die Geschichte über einen Förster, der zu früh Sex kennenlernte.
- Dořini milenci a jiné kratochvíle – 1942
- Eskamotér Josef – 1946, Ein Glaser versucht sich als Taschenspieler, um seine Familie ernähren zu können.
- Pampovánek – 1948
- Stará láska
- Rady mladšímu spisovateli
- Šibalství svršků
- Kapitán Sekvenc
- Estet

### Fachliteratur
- Ästhetische Ausbildung an den Handelsschulen (Estetická výchova na školách obchodních)
- Prinzip TGM – über Tomáš Garrigue Masaryk
- Was ist Kunst (Co je umění?)

### Kinderliteratur
- Paradiesische Insel (Rajský ostrov) – 1938, eine patriotische Erzählung über den Bau des Nationaltheaters.
- Die Ereignisse des Don Quijote (Příběhy Dona Quijota) – 1941, Bearbeitung des Buches von Miguel de Cervantes y Saavedra

Siehe auch Liste tschechischer Schriftsteller
| Personendaten    | Personendaten                               |
| ---------------- | ------------------------------------------- |
| NAME             | John, Jaromír                               |
| ALTERNATIVNAMEN  | Markalous, Bohumil (wirklicher Name)        |
| KURZBESCHREIBUNG | tschechischer Schriftsteller und Journalist |
| GEBURTSDATUM     | 16. April 1882                              |
| GEBURTSORT       | Klatovy                                     |
| STERBEDATUM      | 24. April 1952                              |
| STERBEORT        | Jaroměř                                     |